# Energia cinètica
L'energia cinètica (de símbol Ec, K o T) és l'energia que conté un cos pel fet d'estar en moviment. L'energia cinètica d'un cos és equivalent a la quantitat de treball necessari per establir la seva velocitat (celeritat, gir i rotació) a partir d'un estat de repòs. És l'energia dels mòbils amb relació a un sistema inercial. És proporcional a la massa del cos i augmenta amb la velocitat.
En la mecànica clàssica, l'energia cinètica d'un objecte no giratori de massa m que viatja a velocitat v és 1 dividit entre 2 per massa per velocitat elevada a dos. En la mecànica relativista, aquesta és una bona aproximació només quan v és molt inferior a la velocitat de la llum.
La unitat estàndard d'energia cinètica és el joule, mentre que la unitat imperial d'energia cinètica és la lliura de peu.

## Introducció
L'adjectiu «cinètic» al nom energia ve d'una antiga paraula grega, que significa «moviment». Els termes energia cinètica i treball i el seu significat científic provenen de segle xix.
El principi de la mecànica clàssica va ser desenvolupat per primera vegada per Gottfried Leibniz i Daniel Bernoulli, que descriu l'energia cinètica com la força viva o vis viva. Willem 's Gravesande dels Països Baixos va proporcionar evidència experimental d'aquesta relació. En caure els pesos de diferents altures en un bloc d'argila, Gravesande va determinar que la profunditat de penetració és proporcional al quadrat de la velocitat d'impacte. Émilie du Châtelet va reconèixer les implicacions de l'experiment i va publicar una explicació.
Els primers coneixements d'aquestes idees poden ser atribuïts a Gaspard Coriolis qui en 1829 va publicar un article titulat Du Calcul de l'Effet des Machines esbossant les matemàtiques de l'energia cinètica. El terme energia cinètica es deu a William Thomson més conegut com a Lord Kelvin en 1849.
Hi ha diverses formes d'energia com l'energia química, la calor, la radiació electromagnètica, l'energia nuclear, la energia gravitacional, elèctrica, elàstica, etc. Totes elles poden ser agrupades en dos tipus: l'energia potencial i l'energia cinètica.
L'energia cinètica pot ser entesa millor amb exemples que demostren com aquesta es transforma d'altres tipus d'energia i a altres tipus d'energia. Per exemple un ciclista vol usar l'energia química per prendre que li va proporcionar el seu menjar per accelerar la seva bicicleta a una velocitat triada. La seva velocitat pot mantenir-se sense molta feina, excepte per la resistència aerodinàmica i la fricció mecànica. L'energia química és convertida en una energia de moviment, coneguda com a energia cinètica, però el procés no és completament eficient, ja que el ciclista també produeix calor.
L'energia cinètica en moviment de la bicicleta i el ciclista poden convertir-se en altres formes. Per exemple, el ciclista pot trobar una costa prou alta per pujar, així que ha de carregar la bicicleta fins al cim. L'energia cinètica fins ara usada s'haurà convertit en energia potencial gravitatòria que pot alliberar-se llançant-se costa avall per l'altre costat del turó. Alternativament el ciclista pot connectar una dinamo a una de les seves rodes i així generar energia elèctrica en el descens. La bicicleta podria estar viatjant més a poc a poc al final del turó perquè molta d'aquesta energia ha estat desviada a fer energia elèctrica. Una altra possibilitat podria ser que el ciclista apliqui els seus frens i en aquest cas l'energia cinètica s'estaria dissipant a través de la fricció en energia calòrica.
Com qualsevol magnitud física que sigui funció de la velocitat, l'energia cinètica d'un objecte no només depèn de la naturalesa interna d'aquest objecte, també depèn de la relació entre l'objecte i l'observador (en física un observador és formalment definit per una classe particular de sistema de coordenades anomenat sistema inercial de referència). Magnituds físiques com aquesta són anomenades invariants.
El càlcul de l'energia cinètica es realitza de diferents formes segons s'usi la mecànica clàssica, la mecànica relativista o la mecànica quàntica. La manera correcta de calcular l'energia cinètica d'un sistema depèn de la seva mida, i la velocitat de les partícules que el formen. Així, si l'objecte es mou a una velocitat molt més baixa que la velocitat de la llum, la mecànica clàssica de Newton serà suficient per als càlculs; però si la velocitat és propera a la velocitat de la llum, la teoria de la relativitat comença a mostrar diferències significatives en el resultat i hauria de ser usada. Si la mida de l'objecte és més petit, és a dir, de nivell subatòmic, la mecànica quàntica és més apropiada.

## Energia cinètica clàssica o Newtoniana

### Sòlid rígid sense rotació
Podem calcular l'energia cinètica d'un sòlid rígid sense rotació (anomenada energia cinètica de translació, {\displaystyle E_{t}}) a partir de la seva massa i velocitat:

{\displaystyle E_{c}={\frac {1}{2}}mv^{2}}

on:
{\displaystyle m\;} representa la massa del cos
{\displaystyle v\;} representa la velocitat del cos
Aquesta expressió pot obtenir-se a partir de la definició clàssica del treball:

{\displaystyle dW=F\,dr=ma\,dr=m{\frac {dv}{dt}}dr=mv\,dv},

que integrant entre dos punts definits A i B dona lloc a:

{\displaystyle E={\frac {1}{2}}m(v_{B}-v_{A})^{2}}.

#### Exemple
En un camp gravitatori l'energia cinètica és una de les dues components (l'altra és l'energia potencial) que manté constant l'energia mecànica. Així doncs, si sobre la terra es llença un objecte cap amunt (per exemple una pilota), un instant després del llançament l'energia potencial serà zero, i tota l'energia mecànica de la pilota estarà en forma d'energia cinètica. A mesura que la pilota puja cap amunt, la seva velocitat i, per tant, la seva energia cinètica disminueixen, però augmenta la seva energia potencial. En arribar al punt més alt de la seva trajectòria, la pilota tindrà velocitat nul·la, de forma que l'energia cinètica serà zero i tota l'energia mecànica estarà en forma d'energia potencial. Durant el trajecte de descens la pilota tornarà a perdre l'energia potencial que havia acumulat i aquesta s'anirà transformant en energia cinètica de nou.

### Sòlid rígid amb rotació
Quan un sòlid rígid es troba en rotació adquireix una energia cinètica de rotació {\displaystyle E_{r}}. Aquesta energia pot calcular-se a partir del moment d'inèrcia de la següent forma:
{\displaystyle E_{\text{r}}=\int {\frac {v^{2}dm}{2}}=\int {\frac {(r\omega )^{2}dm}{2}}={\frac {\omega ^{2}}{2}}\int {r^{2}}dm={\frac {\omega ^{2}}{2}}I={\begin{matrix}{\frac {1}{2}}\end{matrix}}I\omega ^{2}}
on:
{\displaystyle \omega \;} representa la velocitat angular del cos al voltant d'un eix de rotació
{\displaystyle r\;} representa la distància d'un element dm a aquest eix
{\displaystyle I\;} representa el moment d'inèrcia del cos.
Lògicament, en sistemes mixtos (és a dir, en sòlids rígids amb rotació i translació) es defineix l'energia cinètica com la suma de les seves energies cinètiques de translació i rotació:
{\displaystyle E_{c}=E_{t}+E_{r}}.

## Energia cinètica relativista

### Energia cinètica d'una partícula
Quan la velocitat de la partícula estudiada és d'un ordre de magnitud similar al de c, cal canviar la definició d'energia cinètica. Aquesta es pot donar en termes de la massa i la velocitat segons
{\displaystyle E_{c}={\frac {mc^{2}}{\sqrt {1-{\frac {v^{2}}{c^{2}}}}}}-mc^{2}}
on:
{\displaystyle m\;} representa la massa del cos
{\displaystyle v\;} representa la velocitat del cos
{\displaystyle c\;} representa la velocitat de la llum,
o bé en termes del moment lineal relativista {\displaystyle \left(p={\frac {mv}{\sqrt {1-{\frac {v^{2}}{c^{2}}}}}}\right)} segons
{\displaystyle E_{c}={\sqrt {p^{2}c^{2}+m^{2}c^{4}}}-mc^{2}}.

### Energia cinètica d'un sòlid en rotació
A diferència del cas clàssic, l'energia cinètica de rotació en mecànica relativista no pot ser representada simplement per un tensor d'inèrcia i una expressió quadràtica a partir d'ell en què intervingui la velocitat angular. . El cas simple d‟una esfera en rotació il·lustra aquest punt; si suposem una esfera d'un material prou rígid perquè puguem menysprear les deformacions per culpa de la rotació (i, per tant, els canvis de densitat) i que la seva velocitat angular satisfaci la condició {\displaystyle \scriptstyle \omega R<c} es pot calcular l'energia cinètica {\displaystyle \scriptstyle E_{c}} a partir de la següent integral:

{\displaystyle E_{c}+m_{0}c^{2}=\int _{S}{\frac {c^{2}dm}{\sqrt {1-{\frac {v^{2}}{c^{2}}}}}}=2\pi \int _{r=0}^{r=R}\int _{\theta =0}^{\theta =\pi }{\frac {\rho c^{2}}{\sqrt {1-{\frac {r^{2}\omega ^{2}}{c^{2}}}}}}r^{2}\sin \theta drd\theta }

Integrant l'expressió anterior s'obté l'expressió:

{\displaystyle E_{c}={\frac {3}{2}}m_{0}c^{2}\left({\frac {c}{R\omega }}\right)^{2}\left[1+{\frac {1}{2}}\left({\frac {R\omega }{c}}-{\frac {c}{R\omega }}\right)\ln \left({\frac {c+R\omega }{c-R\omega }}\right)\right]-m_{0}c^{2}}

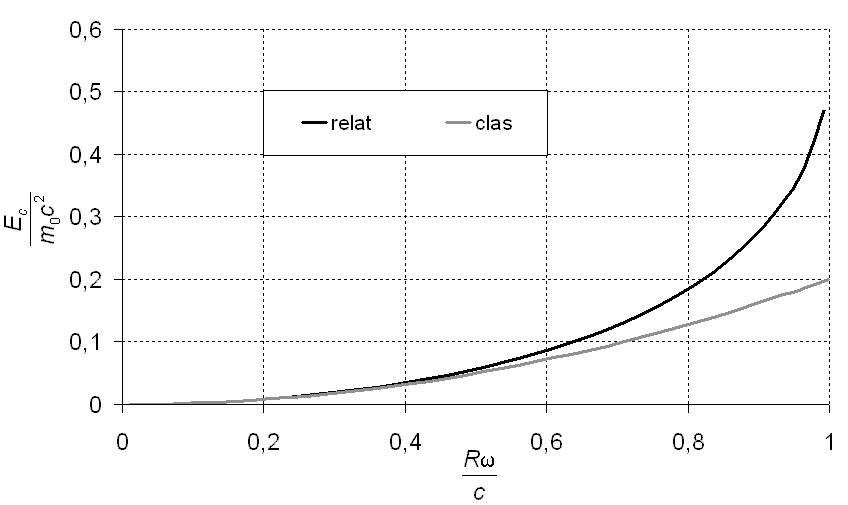
Comparació entre l'expressió per a l'energia cinètica d'una esfera d'acord amb la mecànica clàssica i la mecànica relativista (aquí R és el radi, ω la velocitat angular i m_{0} la massa en repòs de l'esfera.

Per a una esfera en rotació, els punts sobre l'eix no tenen velocitat de translació mentre que els punts més allunyats de l'eix de gir tenen una velocitat {\displaystyle \scriptstyle \omega R}, a mesura que aquesta velocitat s'aproxima a la velocitat de la llum, l'energia cinètica de l'esfera tendeix a créixer sense límit. Això contrasta amb l'expressió clàssica que es dóna a continuació:

{\displaystyle E_{c}={\frac {1}{2}}I\omega ^{2}={\frac {1}{2}}\left({\frac {2}{5}}m_{0}R^{2}\right)\omega ^{2}}

Paradoxalment, dins de la teoria especial de la relativitat, el supòsit que és possible construir un sistema rotar progressivament més ràpid una esfera sobre el seu eix, fa que els punts més allunyats de l'eix de gir arribin a la velocitat de la llum aplicant al cos una quantitat finita d'energia {\displaystyle (E_{c}=mR^{2}\omega ^{2}/2)}. Això revela que el supòsit no pot ser correcte quan alguns punts de la perifèria del sòlid s'estan movent a velocitats properes a la de la llum.

## Energia cinètica en mecànica quàntica
En mecànica quàntica, el valor que s'espera d'energia cinètica d'un electró, {\displaystyle \langle {\hat {T}}\rangle }, per a un sistema d'electrons descriu una funció d'ona {\displaystyle \vert \psi \rangle } que és la suma d'un electró, l'operador s'espera que arribi al valor de:

{\displaystyle \langle {\hat {T}}\rangle =-{\frac {\hbar ^{2}}{2m_{e}}}{\bigg \langle }\psi {\bigg \vert }\sum _{i=1}^{N}\nabla _{i}^{2}{\bigg \vert }\psi {\bigg \rangle }}

on {\displaystyle m_{e}} és la massa d'un electró i {\displaystyle \nabla _{i}^{2}} és l'operador laplacià que actua a les coordenades de l'electró i-èsim i la suma de tots els altres electrons. Cal observar que és una versió quantitzada d'una expressió no relativista d'energia cinètica en termes de moment:

{\displaystyle E_{\mathrm {c} }={\frac {p^{2}}{2m}}}

El formalisme de la funcional de densitat en mecànica quàntica requereix un coneixement sobre la densitat electrònica, per això formalment no cal coneixements de la funció d'ona.
Donat una densitat electrònica {\displaystyle \rho (\mathbf {r} )}, la funcional exacta de l'energia cinètica del n-èsim electró és incerta; tanmateix, en un cas específic d'un sistema d'un electró, l'energia cinètica es pot escriure així:

{\displaystyle T[\rho ]={\frac {1}{8}}\int {\frac {\nabla \rho (\mathbf {r} )\cdot \nabla \rho (\mathbf {r} )}{\rho (\mathbf {r} )}}d^{3}r}

on {\displaystyle T[\rho ]} és coneguda com la funcional de l'energia cinètica de Von Weizsacker.

### Energia cinètica de partícules a la mecànica quàntica
En la teoria quàntica una magnitud física com l'energia cinètica ha de venir representada per un operador autoadjunt en un espai de Hilbert adequat. Aquest operador es pot construir per un procés de quantització, el qual condueix per a una partícula movent-se per l'espai euclidià tridimensional a una representació natural d'aquest operador sobre l'espai d'Hilbert {\displaystyle L^{2}(\mathbb {R} )} donat per:

{\displaystyle {\hat {E}}_{\mathrm {c} }=-\hbar ^{2}\left({\frac {\partial ^{2}}{\partial x^{2}}}+{\frac {\partial ^{2}}{\partial y^{2}}}+{\frac {\partial ^{2}}{\partial z^{2}}}\right)}

que, sobre un domini dens del dit espai format classes d'equivalència representables per funcions C², defineix un operador autoadjunt amb autovalors sempre positius, la qual cosa fa que siguin interpretables com a valors físicament mesurables de lenergia cinètica.

### Energia cinètica del sòlid rígid a la mecànica quàntica
Un sòlid rígid malgrat estar format per un nombre infinit de partícules, és un sistema mecànic amb un nombre finit de graus de llibertat, la qual cosa fa que el seu equivalent quàntic pugui ser representat per sobre un espai de Hilbert de dimensió infinita de tipus L² sobre un espai de configuració de dimensió finita. En aquest cas l'espai de configuració d'un sòlid rígid és precisament el grup de Lie SO(3) i, per tant, es pot tant l'espai de Hilbert pertinent i l'operador energia cinètica de rotació es poden representar per:

{\displaystyle {\mathcal {H}}=L^{2}({\text{SO}}(3),\mu _{h})\qquad {\hat {E}}_{\mathrm {rot} }=\left({\frac {{\hat {L}}_{x}^{2}}{2I_{1}}}+{\frac {{\hat {L}}_{y}^{2}}{2I_{2}}}+{\frac {{\hat {L}}_{z}^{2}}{2I_{3}}}\right)}

on {\displaystyle \mu _{h}} és la mesura de Haar invariant de SO(3), {\displaystyle {\hat {L}}_{i}} són els operadors del moment angular en la representació adequada i els escalars {\displaystyle I_{i}} són els moments principals d'inèrcia.

## Energia cinètica i temperatura
En l'àmbit microscòpic l'energia cinètica mitjana de les molècules d'un gas defineix la seva [temperatura]. D'acord amb la llei de Maxwell-Boltzmann per a un gas ideal clàssic la relació entre la temperatura absoluta (T) d'un gas i la seva energia cinètica mitjana és :

{\displaystyle T={\frac {2}{3\kappa _{B}}}\langle E_{k}\rangle ={\frac {m}{3\kappa _{B}}}\langle v^{2}\rangle }

on {\displaystyle \kappa _{B}} és la constant de Boltzmann, {\displaystyle m\;} és la massa de cadascuna de les molècules del gas.